# ارنستو بلیس
ارنستو بلیس (اسپانیایی: Ernesto Belis‎؛ زادهٔ ۱ فوریهٔ ۱۹۰۹) بازیکن فوتبال اهل آرژانتین است. وی در تیم ملی فوتبال آرژانتین نیز بازی کرده‌است.